# Інститут філософії та соціології Польської академії наук
52°14′16″ пн. ш. 21°01′05″ сх. д. / 52.237833° пн. ш. 21.018194° сх. д.
Інститут філософії та соціології Польської академії наук (пол. Instytut Filozofii i Socjologii Polskiej Akademii Nauk) — науковий інститут Польської академії наук, що базується у Палаці Сташича у Варшаві. Його головна мета — проведення передових досліджень у галузі філософії та соціології. Окрім наукової діяльності, Інститут проводить освітню, видавничу та популяризаційну діяльність.

## Історія
Інститут філософії та соціології Польської академії наук був створений в 1956 р. На хвилі політичної лібералізації до наукової діяльності долучилося багато видатних філософів міжвоєнного періоду, зокрема Казімєж Айдукевич та Тадеуш Котарбінський. Серед соціологів, котрі створили Інститут, були такі видатні вчені, як Станіслав та Марія Оссовські, Юзеф Халасінський та Ян Щепанський. Початок діяльності Інституту сягає 1955 року. Ядром Інституту була кафедра філософії — під керівництвом Адама Шаффа та Лабораторія історичного матеріалізму — під керівництвом Джуліана Хохфельда. У структурі Польської академії наук існували також незалежні установи. Відділ діалектичного матеріалізму, орієнтований насамперед на служіння претендентам (керівник Чеслав Новінський), Бібліографічний колектив при Комітеті філософських наук, що працює над багатотомною «Бібліографією польської філософії» (керівник — Аліція Кадлер) та Департамент соціології та історії Культура (під керівництвом Юзефа Халасінського). Два згаданих вище інститути стали частиною Інституту філософії та соціології, останній був розпущений в 1959 році, і значна частина його працівників знайшла роботу в Інституті. Адам Шафф був призначений Головою Інституту був призначений Казімєж Айдукевич, його заступником голови Наукової ради Котарбінські. У створенні установи брали участь Адам Шафф, Джуліан Гохфельд, Чеслав Новинський, Казімєж Айдукевич, Тадеуш Котарбінський, Станіслав Оссовський, Марія Йосовський Халасінський та Ян Щепанський.
Інститутом керує директор (проф. Анджей Ричард з 2012 р.), А його заступниками є: у галузі філософії проф. Данило Факка, в галузі соціології проф. Ганна Божар [1]. Вчена рада здійснює постійний нагляд за діяльністю Інституту. У 2019 році в Інституті працює 147 співробітників, у тому числі 106 наукових працівників: 52 людини є незалежними дослідниками (17 професорів та 35 доцентів), а 54 — молодшими науковими співробітниками (26 асистентів та 2 асистенти). У бібліотеці працюють 4 особи, троє — у видавництві, двоє — у Центрі реалізації соціологічних досліджень, 37 — у технічному та адміністративному відділі Інституту. Інститут уповноважений присвоювати докторські ступені в галузі філософії та соціології.
При оцінці наукових підрозділів інститут отримав оцінку A+ у 2013 році. Ще раз під час параметричної оцінки, проведеної у 2017 році, Інститут був визнаний провідним підрозділом за якістю наукової діяльності та отримав категорію А+.

### Директори інституту
1. Адам Шафф (1956—1968)
2. Ян Щепанський (1968—1975)
3. Ярошевський Тадеуш М. (1976—1981)
4. Казімєж Доктор (1981—1987)
5. Пйотр Площайський (1988—1991)
6. Анджей Ричард (1991—2000)
7. Генрік Доманський (2000—2012)
8. Анджей Ричард (2012-сьогодні)

### Працевлаштування в інституті
- 1956 рік — 45 осіб
- 1976—284 чол
- 1991 рік — 231 чоловік
- 1992 рік — 129 чоловік
- 2001 рік — 125 чоловік
- 2006 рік — 111 осіб
- 2011 рік — 116 осіб
- 2019 рік — 147 осіб

## Структура
Інститут філософії та соціології складається з:
- Наукові підрозділи, тобто відділи та групи, що реалізують довгострокові наукові програми:
- Навчальні заклади
- Школа соціальних наук
- Видавництво
- Центр впровадження соціологічних досліджень
- Бібліотека спільно з факультетом філософії та соціології Варшавського університету та Польським філософським товариством містить найбільшу колекцію філософських та соціологічних публікацій у країні.

## Зовнішні посилання
- Офіційний вебсайт інституту [Архівовано 16 лютого 2020 у Wayback Machine.]
- Інститут філософії та соціології Польської академії наук у базі даних наукових установ польського наукового порталу [Архівовано 5 листопада 2020 у Wayback Machine.]